# Emerald Forest and the Blackbird
| Críticas profissionais | Críticas profissionais |
| Avaliações da crítica  | Avaliações da crítica  |
| Fonte                  | Avaliação              |
| ---------------------- | ---------------------- |
| AllMusic               | [ 1 ]                  |

Emerald Forest and the Blackbird é o quinto álbum de estúdio da banda finlandesa de doom metal melódico Swallow the Sun. O álbum foi lançado em 1º de fevereiro de 2012 pela Spinefarm Records. Também foi lançado pela Svart Records, com cópias limitadas, no formato de LP cujo disco de vinil é verde e branco.
Em 3 de janeiro de 2012, um videoclipe para a faixa "Cathedral Walls" foi lançado pela banda. A canção tem a participação dos vocais de Anette Olzon, ex-vocalista do Nightwish. A banda disponibilizou o álbum inteiro para áudio no site da revista sobre metal finlândes Inferno's, de 25 de janeiro até o seu lançamento em 1º de fevereiro.

## Faixas
Todas as músicas compostas por Juha Raivio.
| N.º | Título                                | Letras         | Duração |  |
| 1.  | "Emerald Forest and the Blackbird"    | Raivio         | 9:58    |  |
| 2.  | "This Cut is the Deepest"             | Mikko Kotamäki | 5:21    |  |
| 3.  | "Hate, Lead the Way!"                 | Kotamäki       | 6:14    |  |
| 4.  | "Cathedral Walls"                     | Raivio         | 6:54    |  |
| 5.  | "Hearts Wide Shut"                    | Raivio         | 5:56    |  |
| 6.  | "Silent Towers"                       | Raivio         | 4:01    |  |
| 7.  | "Labyrinth of London (Horror pt. IV)" | Raivio         | 8:29    |  |
| 8.  | "Of Death and Corruption"             | Kotamäki       | 5:00    |  |
| 9.  | "April 14th"                          | Raivio         | 8:29    |  |
| 10. | "Night Will Forgive Us"               | Raivio         | 6:41    |  |

## Créditos

### Integrantes
- Aleksi Munter - teclados
- Juha Raivio - guitarras
- Kai Hahto - baterias
- Markus Jämsen - guitarras
- Matti Honkonen - baixos
- Mikko Kotamäki - vocais

### Participação
- Aleah Stanbridge – vocais nas faixas 1 e 7
- Anette Olzon – vocais na faixa 4